# Уобаш (река)
Уо́баш — река в восточной части США. Самый крупный правый приток реки Огайо. Длина 765 км, площадь бассейна 85 340 км². Средний расход воды 840 м³/с. Судоходна до города Ковингтон.

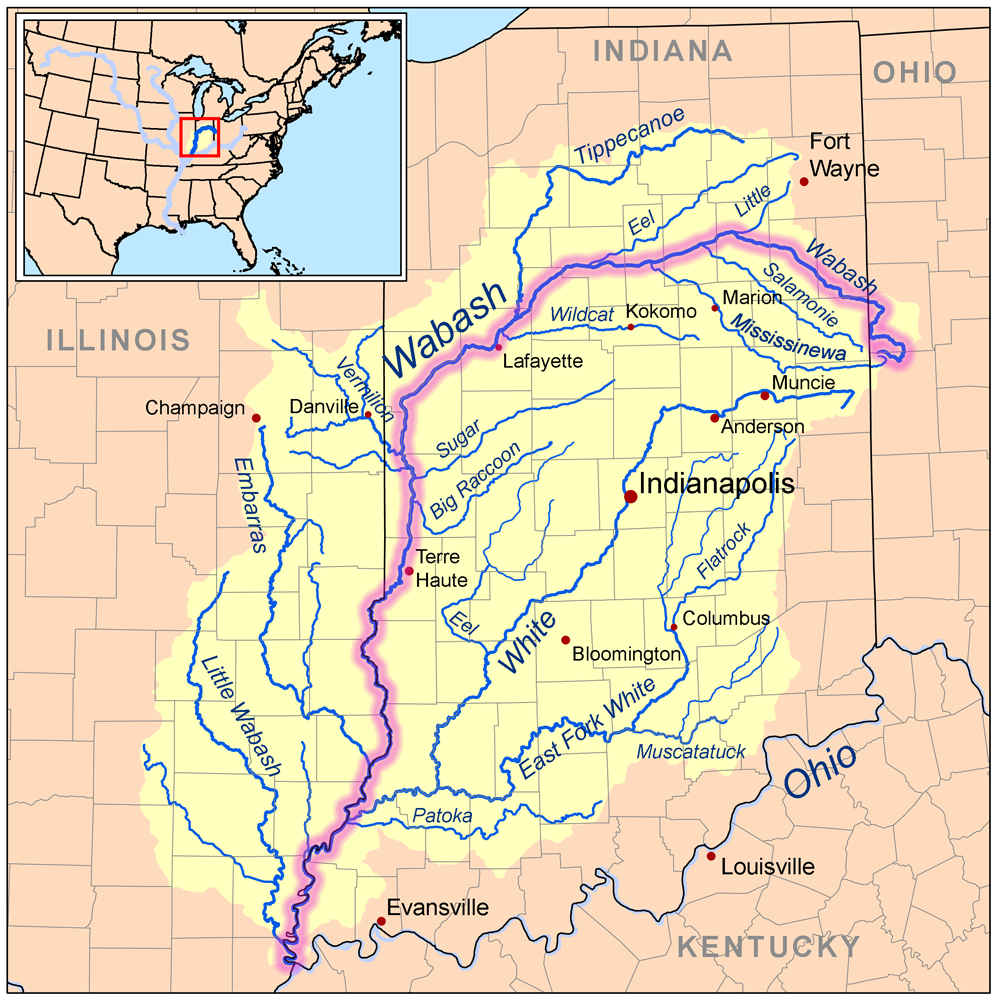
Карта бассейна реки Уобаш

Берёт начало в северо-западном Огайо, течёт на юго-запад из Огайо через северную Индиану, поворачивает на юг и подходит к границе с Иллинойсом. Далее по реке проходит граница между штатами Иллинойс и Индиана до самого её впадения в реку Огайо. Возле города Хантингтона сооружена дамба.
Притоки: Справа: Ил, Эмбаррас, Литл-Уобаш, слева: Уайт-Ривер.
Города на Уобаше: Блафтон, Хантингтон, Лафайет, Ковингтон, Терре-Хот, Гранвилл, Грейвилл.
Уобаш является одной из важнейших рек Индианы и упоминается в её гимне: «На берегу Уобаша, Далеко» (текст: Пол Дрессер). На притоке Уобаша, реке Уайт-Ривер, стоит город Индианаполис.